# Casino Excelsior
El Casino Excelsior es un casino ubicado en la isla caribeña de Aruba, como parte del hotel Holiday Inn. Fue el primer Casino en abrir en la isla. Originalmente era conocido como el casino King luego de convertirse en el Grand Holiday Casino antes de adoptar su nombre actual en el año 2000, es también conocido como el casino donde se inventó el Póker Caribbean Stud.